# Verstoming
Onder verstoming verstaat men het vervangen van de krachtbron van een bedrijf dat voordien op wind- of waterkracht werkte, door een stoommachine.
De verstoming, die vooral gedurende de laatste decennia van de 19e eeuw plaatsvond, leidde ertoe dat in bepaalde gebieden, met name in de Zaanstreek, de industriemolens in snel tempo verdwenen of in verval raakten. 
In 1832 werden er 386 windmolens in de Zaanstreek geteld. In 1833 werd daar de eerste stoommachine geplaatst, en wel bij Avis, in de blauwselmolen De Blauwe Hengst. Dit eerste experiment mislukte, maar weldra kon de stoommachine de concurrentie met windkracht steeds beter aan. In 1887 stonden in de Zaanstreek nog steeds 143 windmolens, maar ook 19 stoomzagerijen en drie stoompellerijen, die een veel hogere productie bereikten.
Pas in de jaren 20 van de 20e eeuw begon men te ijveren voor het behoud van de windmolens en zo ontstond in 1923 de Vereniging De Hollandsche Molen en in 1925 de Vereniging De Zaansche Molen.
Later ging men overigens ook ijveren voor het behoud van de vroege stoommachines en door stoomkracht aangedreven fabrieken.